# Björn Holm (backhoppare)
Björn Axel Holm, född 26 januari 1930 i Brännkyrka församling, död 2 juni 2012, var en svensk backhoppare, tvåfaldig guldmedaljör i junior-SM 1947 och 1949. Han tävlade för IFK Enskede, där det tidigare fanns en anläggning med backstorlek på 45 meter.
Holm slog igenom då han som 17-åring överlägset vann junior-SM i Härnösand i februari 1947. 1948 kom han tvåa i junior-SM efter Hasse Nordin, men 1949 var han tillbaka överst på pallen i tävlingen. Även 1950 blev han tvåa i JSM, då han trots att han hoppade längst blev slagen av Nordin som vann på bättre stilpoäng.
Holm vann aldrig några SM-medaljer på seniornivå. Han innehar ännu backrekordet i Hammarbybacken på 63,5 meter, då han hoppade från ett hopptorn som senare stängdes av.